# Уокер, Хью
Хью Стюарт Уокер (англ. Hugh Stewart Walker; 1 февраля 1888, Гэвинтон — 29 октября 1958, Нигг, Хайленд) — шотландский хоккеист на траве, нападающий. Бронзовый призёр летних Олимпийских игр 1908 года.

## Биография
Хью Уокер родился 1 февраля 1888 года в британской деревне Гэвинтон.
Играл в хоккей на траве за команду Эдинбургского университета.
В 1908 году вошёл в состав сборной Шотландии по хоккею на траве на летних Олимпийских играх в Лондоне и завоевал бронзовую медаль, которая пошла в зачёт Великобритании. Играл на позиции нападающего, провёл 2 матча, забил 2 мяча (по одному в ворота сборных Германии и Англии).
Умер 29 октября 1958 года в британской деревне Нигг в Шотландии.